# لا موت-فولی
لا موت-فولی (به فرانسوی: La Motte-Feuilly) یک کمون در فرانسه است که در اندر واقع شده‌است. لا موت-فولی ۵٫۶۸ کیلومتر مربع مساحت و ۳۳ نفر جمعیت دارد و ۲۴۴ متر بالاتر از سطح دریا واقع شده‌است.